# 私人道路協會
私人道路协会是专门从事私人道路的组织，通常是非营利组织。 

## 瑞典
这些组织管理着瑞典三分之二的道路系统，规模从几户到数万户不等。協會會对财产规模和道路使用情况進行法律调查，然後进行徵稅。例如，他們會将一家将许多重型卡车上路的企业將會進行徵稅。允许公众使用其道路并符合某些其他条件的私人道路协会可以从中央政府获得补贴。
私人道路仅处理4％的交通，以及约50％是主要商業用途的林道，每天三分之二的私家公路少於100輛車。

## 圣路易斯
在圣路易斯，这些被称为“街道协会”。它们不仅提供道路，还提供其他市政服务，例如垃圾收集和安全性。通常，这些街区以前是公共街道，但市政府已将其交给街道协会，以换取居民自行提供城市服务。

## 參看
- 志愿社会